# 松島徹
松島 徹（まつしま てつ）は、日本のプログラマ、ゲームクリエイター。T. Matsushimaのクレジットで知られる。
2021年現在はるつぼゲームワークス有限会社に所属。

## 略歴
中学生時代、14歳の時にナムコのシューティングゲーム『ゼビウス』をPC-6001に移植したプログラムを製作し、電波新聞社の『マイコンBASICマガジン』に投稿したものがマイコンソフトの藤岡忠の目に留まる。マイコン少年の投稿作でありながらあまりに高い完成度のために藤岡は市販化を決定、PC-6001は当時の他機種と比較してもスペック的にかなり低いハードであるために面構成などがアーケード版とはかけ離れた出来となっており、またゲーム中に「パックマン」が出現するなどいかにも二次創作然とした内容であったことから『ゼビウス』の作者の遠藤雅伸から酷評されるも、藤岡と松島の二人三脚で改良を続ける姿勢に遠藤も根負けし、「『ゼビウス』ではなく『タイニーゼビウス』の名称なら」と言うことでOKが出て、無事市販されることとなった。不完全な移植ながらもゼビウスの移植としてはPC-6001版がコンシューマー機上で最も早く、PC-6001のキラーコンテンツの一つとなった。後に藤岡は松島の同作開発を振り返り「彼は本当に天才ですね」と絶賛している。
当時の仕事としては他に『スペースハリアー』や『グロブダー』のPC-6001mkII版がある。当時のパソコンゲームでは画面の綺麗さを優先させ速度低下や操作性悪化等の弊害を招きプレイし辛いゲームが少なくなかった中にあって、松島の移植はハードウェアの性能を見極め画面の綺麗さよりもゲーム性を優先させる移植を行っている。特にPC-6001mkII版『スペースハリアー』は「マイコンBASICマガジン」誌の広告にて初めて画像が公開された際「冷蔵庫が飛んでくる」と評されたほどの再現性の低いグラフィックでありながらもゲーム性は損なわれておらず、話題となった。
80年代後期から90年代前期にかけては『スペースハリアー』のX68000版、『アフターバーナー』のメガドライブ版、X68000版の移植なども手がける。上記すべて開発・販売ともに電波新聞社名義で市販されている。
『アフターバーナー』は松島自身の希望もあって開発されたもので、マイコンソフト唯一のコンシューマーゲーム機での作品となった。
90年代後期にはアーケードゲームのコンシューマ移植を専門とするプログラマ集団「ゲームのるつぼ」に所属し、セガの下請けとしてコンシューマー機へのアーケードゲームの移植を手がける。『スペースハリアー』や『アウトラン』などの80年代中期のアーケードゲームのコンシューマ完全移植は、この世代のハードウェア性能への深い理解と松島の技術によって初めて可能となった。中でもセガサターン版『スペースハリアー』はPC-6001版以来の松島の到達点と言えるものであり、原作では基板のスペックの限界のためにしばしば発生していた処理落ちや効果音のキャンセルが一切無いなど、セガの代表作として松島以外の手によるものを含めて何度も不完全な移植が試みられてきた末の「原作を超えた移植」として評価が高い。当時サターンでの開発はC言語と『バーチャファイター2』のライブラリを使うのが一般的だったが、松島（を含むるつぼのメンバー）は最後までX68000とアセンブラを用いて開発を行っていたとのことで、松島はC言語に移行する際も土日でC言語の本を読んだだけで移行できたというのがるつぼ社内でも話題になったという逸話がある。
2000年代以降は「るつぼゲームワークス」の一員としてアーケードゲームの開発を主に行っており、2006年11月稼働の『機動戦士ガンダム 戦場の絆』や2010年6月稼動の対戦格闘ゲーム『エヌアイン完全世界』などが代表作である。
なお、松島は2000年代に入ってもPC-6000シリーズに対する愛着は大きく、2008年にはPC-6001の仕様に沿ったデザインのWindows用ゲーム『特攻空母ベルーガ』を製作し、PC-6000シリーズのファンサイトに送付する形で公開した。『特攻空母ベルーガ』は有志によってPC-6001用カートリッジとしてほぼそのままの形で移植されたほか、2015年にはセガを発売元として『龍が如く0 基本無料アプリ for PlayStation Vita』内のミニゲーム『SF特攻空母ベルーガ（16ビット版）』としてPS Vitaに松島自身の手で移植された。松島がVitaでゲームを開発したのは初めてだが、やはり開発資料を読んだだけで開発方法を理解するという天才ぶりが語られている。
2021年にはるつぼゲームワークスとD4エンタープライズの協業に伴い、D4の運営するレトロゲーム配信プラットホーム『プロジェクトEGG』にてMSX1/MSX2用の新作ゲーム『SF特攻警備隊ダイナマイト轟轟』が配信された。
2022年4月、「ゲームセンターKO-HATSU」の呼びかけにより、『エヌアイン完全世界』オリジナル製作メンバーによる新作『エヌアイン完全世界 Anastasis（仮）』の開発に向けクラウンドファンディングが開始され、2023年に稼働開始予定。